# Audi Avus quattro
L'Audi Avus quattro è una concept car presentata nel 1991 dalla casa automobilistica tedesca Audi.

## Nome
Deve il proprio nome al circuito dell'AVUS sito presso Berlino, fiore all'occhiello della Germania fino alla seconda guerra mondiale, mentre il termine "quattro" è un marchio registrato dall'Audi ed adoperato dalla stessa per indicare l'utilizzo della trazione integrale sui propri modelli che ne sono provvisti.
Venne presentata al Salone dell'automobile di Tokyo nel 1991.

## Contesto
I principi ispiratori del progetto Avus vanno ricercati nell'esigenza della casa madre di fare un passo avanti nella propria produzione di serie, con l'intento di rivaleggiare ad armi pari coi rivali teutonici Mercedes-Benz e BMW, e con l'italiana Alfa Romeo.
Queste tre marche facevano (e fanno ancora oggi parte) di gruppi automobilistici rivali di Volkswagen, proprietaria Audi, e rientrano nella cosiddetta categoria premium che comprende vetture prestazionali e comode.
Ognuna di queste marche si differenziava per determinate caratteristiche tecniche ricercate dai propri acquirenti, ed anche l'Audi aveva una propria impronta ma fino alla prima metà degli anni novanta non era riuscita a strappare fette di mercato particolarmente importanti ai propri avversari.
Tuttavia ad Ingolstadt non volevano rinunciare alle proprie filosofie in materia di trasmissioni, perciò il passo successivo dell'Audi fu quello di dimostrare che anche una macchina altamente prestazionale e divertente avrebbe beneficiato della trazione integrale, ma oltre a ciò introdusse i telai in alluminio anziché acciaio come di consuetudine fino ad allora, risparmiando enormemente in termini di peso.
Venne così realizzata l'Avus quattro, un prototipo con soluzioni tecniche originali ed innovative per l'epoca.

## Meccanica
La concezione di questa vettura è particolarmente esasperata perché il motore si trova in posizione posteriore centrale disposto longitudinalmente.
Pertanto il propulsore è collocato dietro l'abitacolo ma davanti l'asse delle ruote posteriori. Una scelta ponderata per avere la miglior distribuzione possibile delle masse quindi circa 50% al retrotreno e 50% all'avantreno.

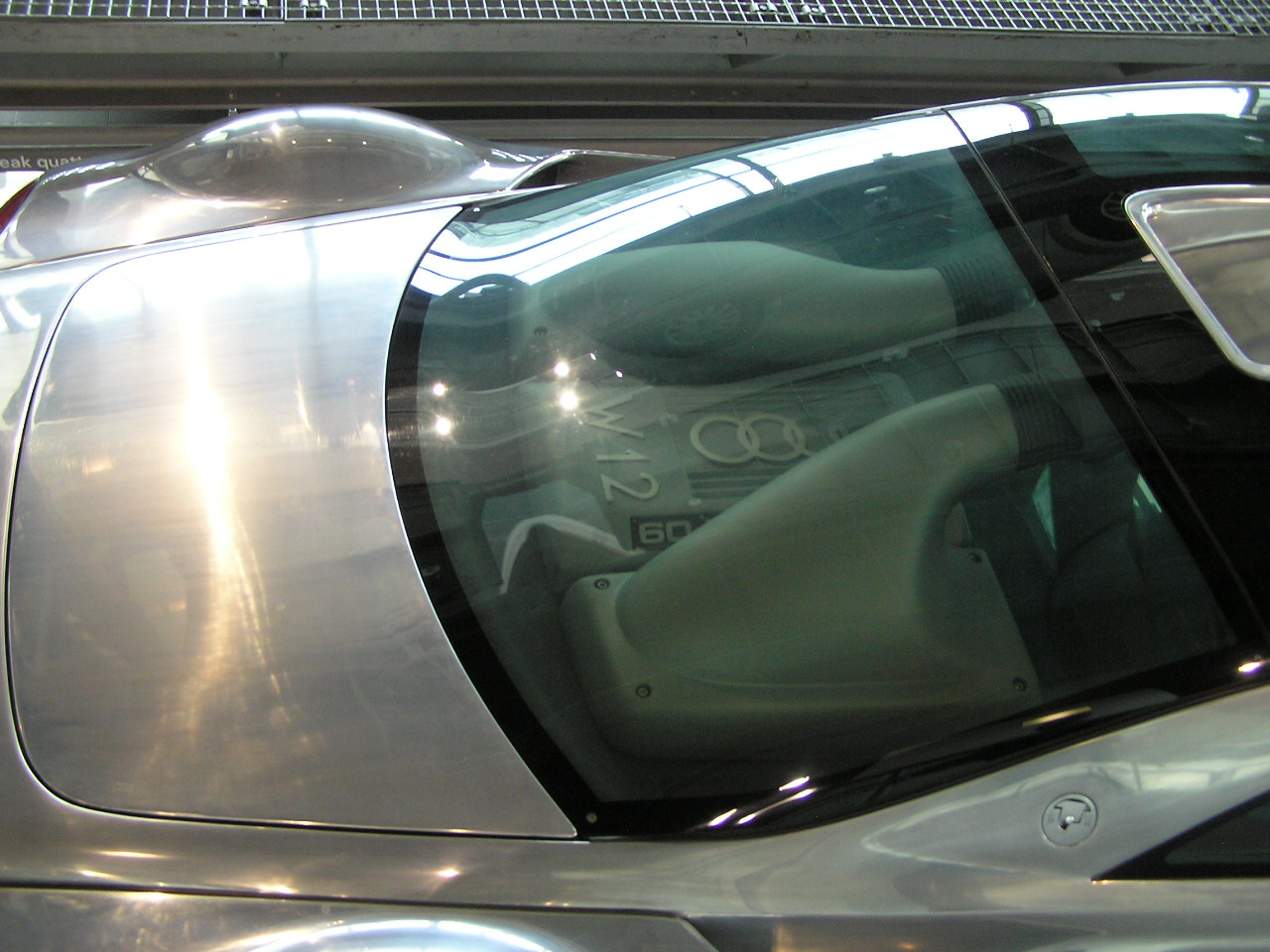
Dettaglio del vano motore di una Avus

Chiaramente l'obiettivo è massimizzare la tenuta di strada in curva e quindi l'accelerazione trasversale, con un'impostazione dello sterzo molto precisa e reattiva nei cambi di direzione.
Il fatto che il motore sia disposto longitudinalmente è una scelta dovuta a motivi di ingombro della singolare architettura, si tratta di un motore 12 cilindri a W di 6 litri di cilindrata, con un frazionamento a 3 bancate da 4 cilindri ciascuna, le 2 bancate più esterne formano tra di loro un angolo di 120° mentre la terza è collocata in mezzo; l'albero motore, che poggia su 5 supporti di banco, ha una conformazione a 4 gomiti, con bielle raggruppate a coppie di tre per ciascun gomito. È stato il primo propulsore di questo genere realizzato dai teutonici, ma si discosta completamente dai W12 che il gruppo Volkswagen produsse in seguito, i quali erano derivati dai motori VR6 e più simili ad un motore a V, in quanto diviso in due bancate da sei cilindri, i quali però non sono disposti longitudinalmente bensì accoppiati a tre a tre in ogni bancata.
Questo motore ad alimentazione atmosferica è a iniezione indiretta gestita elettronicamente, la distribuzione avviene per mezzo di due alberi a camme in testa per bancata comandati da ingranaggi e catena, le testate sono dotate di 5 valvole per cilindro: 3 di aspirazione e 2 di scarico. Il motore è raffreddato a liquido ed è dotato anche di scarico con catalizzatore. Per via della sua architettura è molto largo, quindi non era possibile posizionarlo trasversalmente.
Sviluppa una potenza massima di 509 CV a 5.800 giri al minuto, mentre la coppia motrice raggiunge un picco massimo di 55 kgm a 4.000 giri/min. All'epoca della sua presentazione nel 1991, fra le sportive ad alte prestazioni più esclusive in commercio vi erano: la Lamborghini Diablo, appena immessa sul mercato con motore V12 aspirato da 5.700 cm³ che erogava 492 CV; la Ferrari F40 presentata nel 1987 spinta da un motore V8 biturbo da 2.900 cm³ e capace di 478 CV; la vettura più potente sul mercato era la Bugatti EB110 con motore V12 da 3500 cm³ sovralimentato con quattro turbocompressori che erogava 560 CV.
La potenza del motore W12 veniva trasmessa tramite un cambio meccanico a comando manuale, con sei rapporti in avanzamento più la retromarcia, ad una trazione integrale, denominata appunto "quattro", tipo di trasmissione usata ormai da diversi anni dall'Audi anche nei rally.
Il fulcro del sistema risiede nel differenziale centrale tipico del concetto quattro, ossia un differenziale Torsen tipo C che ripartisce la coppia motrice tra l'asse anteriore e posteriore.
Il suo range di funzionamento spazia tra l'80%-20% retrotreno-avantreno e 30%-70% retrotreno-avantreno, con un rapporto 60%-40% tra i rispettivi assi in condizioni standard.
Le ruote dei due assi invece ricevevano la coppia da due differenziali di tipo open, quindi classici con la possibilità di bloccare l'asse posteriore manualmente.
Poiché la vettura era dotata di impianto frenante con ABS, le centraline lo disabilitavano quando il differenziale posteriore veniva bloccato ma al contempo una volta superati i 25 chilometri all'ora di velocità l'elettronica lo riabilitava e sbloccava il differenziale posteriore.
Le sospensioni erano a quattro ruote indipendenti di tipo a quadrilatero basso con barra di torsione su ogni asse.

## Design ed aerodinamica
Al di là della meccanica stravagante per un'autovettura sportiva, ciò che maggiormente colpì furono le scelte progettuali pensate per il telaio. Infatti l'Audi realizzò un traliccio di tubi in alluminio e la carrozzeria era costruita con la stessa lega.
Lo scopo era trasferire questa esperienza sui pianali di serie, come infatti avvenne.
In realtà il traliccio tubolare era ormai una struttura antiquata, adoperata solo dalla Ferrari F40 (progettata quattro anni prima e derivata dalla Ferrari 288 GTO presentata addirittura nell'84) che l'aveva in acciaio ma la carrozzeria era in materiali compositi.
Questi materiali, soprattutto la fibra di carbonio, cominciavano a farsi strada tra le sportive dell'epoca tanto che la Lamborghini Diablo vantava una struttura mista in pannelli di alluminio e fibra di carbonio e la Bugatti EB110 era completamente realizzata con quest'ultimo.
Nonostante ciò l'Avus poteva vantare un peso a vuoto molto contenuto di soli 1.250 chilogrammi, grazie alle leghe leggere utilizzate per la scocca e una rigidezza torsionale e flessionale adeguata al tipo i vettura.
Non è tuttavia possibile fare un paragone con le sportive dell'epoca perché i dati riguardanti Diablo ed EB110 si riferiscono alle masse in ordine di marcia che si attestano attorno ai 1.500 kg, mentre l'F40 (che però è più spartana di tutti questi modelli) vanta un peso in ordine di marcia di soli 1.235 kg.
Il disegno venne affidato a J Mays sotto la supervisione di Martin Smith allora direttore del Centro stile Audi di Monaco.
La scelta dei progettisti fu di non verniciare la carrozzeria, realizzata in alluminio lucidato, in quanto l'elemento distintivo doveva essere la struttura in alluminio.
Per enfatizzare questa caratteristica i disegnatori scelsero di segnare una linea di cintura molto bassa per far risaltare i passaruota molto alti e ricordare le Auto Union da corsa degli anni trenta, note anche come Frecce d'argento anch'esse d'alluminio ed argentate.
Anche per questo motivo si scelse il nome Avus per ricordare le vittorie di tali macchine su quella pista.
Il frontale è molto spiovente e l'abitacolo ha una conformazione a goccia, dunque molto aerodinamica che poi si raccorda in maniera secca alla coda, abbastanza slanciata e a filo di orizzonte. Questo disegno e i parafanghi alti ricordano molto l'Auto Union Type C Streamliner.
Il parabrezza, il tetto e il lunotto sono realizzati in un unico cristallo, salvo una porzione del tetto in alluminio che riprende il disegno di un presa dinamica di tipo NACA, il cui compito è fungere da presa d'aria per l'alimentazione del motore. Con questa soluzione è stato possibile ridurre al minimo l'attrito aerodinamico.
Altre quattro prese d'aria sono presenti sulla carrozzeria, una in corrispondenza di ogni parafango posteriore, ed una per lato in ogni brancardo, preceduta da una nervature dall'andatura ad iperbole verso il posteriore della macchina il cui compito è incrementare la deportanza sul cofano posteriore e separare i flussi d'aria in avanzamento dai gas esasusti del motore in uscita dalla presa d'aria posta poco dopo.
I gruppi ottici anteriori sono molto raccolti e ricordano due trapezi, tra questi si trova la mascherina con andatura a v al centro della quale sono i presenti i quattro anelli argentei del logo Audi, mentre la fanaleria posteriore ha dimensioni più generose ma comunque dal disegno minimalista e tondeggiante.
Questa macchina tra l'altro era dotata di portiere ad apertura verticale.

## Interni
Anche l'abitacolo è abbastanza sobrio con contrasti tra grigio e rosso. La tappezzeria è realizzata in Alcantara di color grigio chiaro e riveste completamente il tunnel centrale del cambio, la plancia e il volante e parte dei pannelli interni delle portiere, mentre il pavimento e tappezzato con Alcantare di colore rosso.
Dello stesso colore è la pelle che riveste i sedili, i quali hanno una struttura portante mista di carbonio e alluminio, inoltre sono presenti inserti di pelle rossa per rivestire le maniglie interne delle portiere.
Sul tunnel si trova la leva di comando del cambio con asta e griglia di scorrimento in alluminio, mentre il pomello e la cornice della griglia sono realizzate con radica, usata anche per gli inserti della parte superiore dei pannelli delle portiere.
Il volante è molto semplice, circolare ed a tre razze senza disegno ergonomico, dietro a questo il quadro di forma ovoidale con due quadranti circolari affiancati di grosse dimensioni che riportano velocità istantanea e giri motore, tra i due un piccolo di display con le varie spie.
Altri quadranti circolari si trovano allineati al centro della plancia con sotto le prese d'aria.
I pedali sono forati e realizzati in alluminio.

## Prestazioni
Secondo quanto dichiarato dalla casa madre, l'Avus quattro ha una potenza massima di 509 CV a 5.800 giri al minuto, accelera da 0 a 100 km/h in tre secondi e può raggiungere i 340 km/h di velocità massima.